# Liberum veto
Liberum veto (latim: "veto livre") era um dispositivo parlamentar na República das Duas Nações que permitia a qualquer deputado de uma Sejm forçar o encerramento da presente sessão e anular tudo o que já havia sido aprovado por ela.
Esta regra evoluiu de um princípio da unanimidade e posteriormente do caráter federativo da República das Duas Nações, que era essencialmente uma federação de países. Cada deputado de uma Sejm era eleito por uma sejm regional (sejmik) e representava toda a região. Desse modo ele era o responsável em sua sejmik por todas as decisões tomadas na Sejm. Uma decisão tomada pela maioria contra o desejo de uma minoria (mesmo sendo o de uma única sejmik) era considerada uma violação do princípio da igualdade política.
É comum, e erroneamente, acreditar que a primeira Sejm que foi interrompida por um liberum veto tenha ocorrido por intermédio do deputado de Trakai, Władysław Siciński, em 1652. Na realidade, ele apenas vetou a continuação das deliberações da Sejm devido o prazo pré-estabelecido desta (seis semanas) já ter se expirado. Foi somente em 1669, na Cracóvia, que uma Sejm foi prematuramente encerrada em virtude do liberum veto, por um deputado de Kiev, Adam Olizar.
Na primeira metade do século XVIII, tornou-se cada vez mais comum às sessões da Sejm serem encerradas pelo liberum veto, foi um meio pelo qual os vizinhos da República — chefiados pela Rússia e Prússia — encontraram para tentar frustrar as reformas e fortalecer a República das Duas Nações. Transformando a antiga força européia em um estado anárquico.
Depois de 1764 o liberum veto praticamente saiu de uso: o princípio da unanimidade não era permitido nas "sejms confederadas" e então, ao iniciar uma sessão, os deputados formavam uma "confederação" (polonês: konfederacja) a fim de evitar a interrupção desta pelo liberum veto.
O liberum veto foi abolido pela Constituição polonesa de 3 de maio de 1791 (aprovada por uma sejm confederada), que estabeleceu permanentemente os princípios do voto da maioria.
Porém, as determinações daquela constituição — considerada a primeira moderna constituição codificada da Europa — foram anuladas por uma outra sejm confederada, reunida em Grodno em 1793. Aquela Sejm, sob a opressão da Rússia e Prússia, ratificou a Segunda partição da República das Duas Nações.